# August Fuhrmann
Carl Wilhelm August Fuhrmann (* 13. Dezember 1844 in Namslau bei Breslau; † 10. August 1925 in Berlin) war ein deutscher Medienunternehmer und Fotograf. Er hat das Kaiser-Panorama entwickelt und vermarktet, ein Gerät, das es bis zu 25 Personen gleichzeitig ermöglichte, räumlich wirkende (also stereoskopische), farbige Bilderserien zu betrachten. Er verlieh Zyklen kolorierter, stereoskopischer Fotografien an seine Franchise-Nehmer und gilt als Pionier der systematischen Bildberichterstattung.

## Lebensweg
August Fuhrmann stammte aus einer landwirtschaftlich geprägten Handwerkerfamilie im schlesischen Namslau. Sein Vater und sein Großvater waren Sattlermeister, die auch Ackerland besaßen und bestellten. Der Familie gehörte ein Haus am Polnisch Tor in Namslau. August Fuhrmann war der älteste von fünf Söhnen; zwei seiner Brüder verstarben bereits im frühen Kindesalter.
August Fuhrmann war mit Emilie, geb. Sperling, (* 7. März 1850, † 3. Oktober 1926) verheiratet. Das Ehepaar hatte zwei Töchter.
Fuhrmann erlernte den Beruf des Kunsttischlers. Er wurde und wird gelegentlich auch als Physiker bezeichnet, aber wohl nur aufgrund seiner Befassung mit physikalischen Themen wie Akustik (insbesondere Telefonie) und Optik (Nebelbilder, stereoskopische Fotografie) – dass er an einer Hochschule Physik studiert hat, ist unwahrscheinlich.
Aus der Tatsache, dass Fuhrmann Inhaber der Königlichen Denkmünzen für 1866 und 1870/71 war, kann gefolgert werden, dass er Teilnehmer der preußischen Feldzüge im zweiten Deutschen Einigungskrieg von 1866 und des Deutsch-Französischen Krieges von 1870/71 war.

### Nebelbilder und Telephonkonzerte
Schon als Schüler lernte Fuhrmann so genannte Nebelbilder kennen, also die ineinander übergehende Projektion zweier verschiedener Bilder durch zwei parallel nebeneinander aufgestellten Projektoren, wobei das erste Bild allmählich abgeblendet wird, während das zweite Bild allmählich aufgeblendet wird. Durch diese Überblendtechnik kam erstmals Bewegung in die Bilder, da sich das erste Bild allmählich in das zweite zu verwandeln scheint.
Nach seiner Kunsttischlerlehre zog Fuhrmann zunächst als Schausteller für Nebelbilder mit einer Dreifach-Laterna magica (einem so genannten Agioskop) von Stadt zu Stadt. Nach anfänglichen wirtschaftlichen Erfolgen nahm die Konkurrenz durch andere Nebelbild-Schausteller zu, und so gab Fuhrmann diese Unternehmung wieder auf und wandte sich der Konstruktion und Vorführung neuer elektro-akustischer Geräte zu, und zwar dem 1876 von Alexander Graham Bell bis zur Marktreife weiterentwickelten Telephon und dem 1877 von Thomas Alva Edison herausgebrachten Phonographen. Er bot so genannte Telephonkonzerte an, bei denen die Live-Musik eines Orchesters per Telefonkabel auf Lautsprecher in einem entfernt liegenden Zuhörerraum übertragen wurde – heute würde man in diesem Zusammenhang wohl eher von einer PA-Anlage als von einem Telephon sprechen, aber das Grundprinzip der elektrischen Übertragung eines akustischen Signals unter Zuhilfenahme von Mikrophon, Verstärker und Lautsprecher ist sehr ähnlich. Solche Telefonkonzerte veranstaltete Fuhrmann noch bis in die späten 1890er Jahre.

### Stereoskopie
Parallel dazu begann Fuhrmann, sich für Stereoskopie, also räumlich wirkende Fotografie, zu interessieren. Aus London, damals eine Hochburg der Stereofotografie, ließ er sich eine größere Anzahl Stereogramme nebst Betrachtungsgerät kommen, um so den aktuellen Stand dieser Technik zu erkunden. Auf der Londoner Industrieausstellung 1851 Great Exhibition hatte der französische Optiker Jules Duboscq (1817–1886) seine Stereoskope zur Betrachtung von Stereo-Daguerreotypien vorgestellt, die er nach Ideen und Plänen des schottischen Physikers und Privatgelehrten David Brewster (1781–1868) konstruiert hatte. Brewster hatte im Jahr 1849 die erste Zwei-Objektive-Kamera herausgebracht, mit der man stereoskopisch Bilder auch von sich bewegenden Motiven aufnehmen konnte, da sie die beiden für den räumlichen Eindruck erforderlichen Fotografien gleichzeitig aufnahm. Bis dahin mussten die beiden Teilbilder nacheinander belichtet und die Kamera zwischen den beiden Aufnahmen im Augenabstand verschoben werden. Bei bewegten Motiven führte das aufgrund der Bewegung des Motivs zu zwei unterschiedlichen Bildinhalten, was den räumlichen Eindruck störte. Am 7. Januar 1854 erwarb der Pariser Achille Quinet (1831–1900) ein Patent auf eine „Binokular“-Kamera, der er den Namen „Quinetoscop“ gab. 1861 ersann der amerikanische Arzt und Schriftsteller Oliver Wendell Holmes, Sr. (1809–1894) ein einfaches und preiswertes Stereoskop. Dieses Holmes'sche Stereoskop wurde der Standardapparat der folgenden Jahrzehnte und war um 1900 auch in Privathaushalten zu finden.
Die Stereo-Fotografie blieb für ungefähr hundert Jahre populär, mit Höhepunkten in den 1850er Jahren, um 1900 und in den 1950er Jahren.

#### Entwicklung des Projektionsapparates

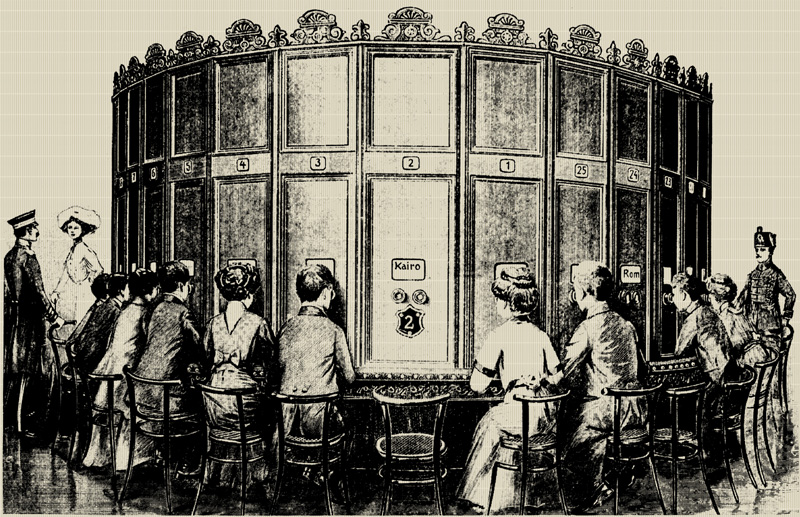
August Fuhrmanns Kaiserpanorama 1880

Das große Interesse der Öffentlichkeit an stereoskopischen Fotografien machte Fuhrmann sich geschäftlich zunutze. Der gelernte Kunsttischler entwickelte ab den 1870er Jahren einen hölzernen Rundbau, um den bis zu 25 Benutzer auf Stühlen saßen und durch Stereo-Okkulare ins Innere dieses Rundbaus schauten, durch das ein Zyklus von 50 Stereo-Dia-Paaren lief. Nach jeweils etwa 20 Sekunden beförderte ein durch ein Uhrwerk angetriebener Dreh-Mechanismus die Bilder um eine Position weiter. So wurde es möglich, mehreren Personen gleichzeitig einen Zyklus von Bildern zu zeigen, ohne dass die Zuschauer ihre Plätze tauschen mussten.
Am 17. August 1888 nahm das Patentbüro in London August Fuhrmanns Spezifikationen für ein „Revolving Stereoscopic Panorama“ an. Am 17. Dezember 1889 akzeptierte das deutsche Patentamt Fuhrmanns Patentanmeldung für ein „Selbsteinkassierendes Wandelpanorama“, eine leicht abgewandelte Variante des ersteren. Zum Zeitpunkt seiner Patentierung war das Kaiser-Panorama aber bereits seit acht bzw. neun Jahren erfolgreich im geschäftlichen Einsatz. Das Publikum konnte gegen 20 Pfennige Eintrittsgebühr durch das Betrachten wöchentlich wechselnder Bildserien virtuell an kulturellen, sportlichen und politischen Ereignissen des kaiserlichen Deutschland sowie an Exkursionen in ferne Landschaften und Städte teilnehmen. In Fuhrmanns Werbung hieß es: „Durch das Kaiserpanorama ist das Problem gelöst, die Welt mit der Welt bekannt zu machen.“
Sonderlich originell war Fuhrmanns „Erfindung“ allerdings nicht – eine vergleichbare Konstruktion hatte Brewster bereits im Jahr 1856 vorgeschlagen. Bereits ab 1866 begab sich der Schausteller Alois Polanecky (1826–1911) mit seinem „Glas-Stereogramm-Salon“ auf die Reise, der der von Brewster vorgeschlagenen Bauweise entsprach. Polanecky hatte seinen Stereogramm-Salon vermutlich nicht selbst konstruiert, sondern dem französischen Fotografen Claude-Marie Ferrier abgekauft, der später übrigens stereoskopische Fotografien an August Fuhrmann lieferte.

#### Entwicklung des Kaiser-Panorama-Unternehmens
1880 eröffnete Fuhrmann in Breslau sein erstes „Kaiser-Panorama“. Nach etwa zwei Jahren, im Mai 1982, verließ Fuhrmann Breslau und zog nach Frankfurt am Main um. Bereits nach neun Monaten beendete Fuhrmann seine Vorführungen in Frankfurt wieder. 1883 verlegte Fuhrmann seine Stereobilderschau nach Berlin in die Kaiserpassage, die den Boulevard Unter den Linden mit der Friedrichstraße verband.
Fuhrmanns Unternehmen wurde dank seiner geschickten Werbe- und Vertriebsstrategie wirtschaftlich rasch sehr erfolgreich und außerordentlich populär.
1889 hatte Fuhrmann bereits 38 ständige Filialen in europäischen Großstädten.
In einer frühen Form des Bildjournalismus versorgte August Fuhrmann von seiner „Weltpanoramazentrale“ in Berlin aus bald bis zu 250 Filialen in Europa und in Übersee mit stereoskopischen Bildern auf der Grundlage von Lizenzvergaben. Um 1907 gab es Fuhrmann'sche Panoramen in etwa 247 Städten, davon 162 in Deutschland, die übrigen vor allem in Österreich-Ungarn, der Schweiz, in Luxemburg, Belgien, Dänemark, Finnland, Schweden, Russland und im Balticum.
Von seiner Zentrale in Berlin aus dirigierte Fuhrmann die „Filialen“. Die Filialisten waren eigenständige Unternehmer, die sich ihr Vorführgerät bei Fuhrmann gekauft hatten (Kaufpreis: 3450 Mark). Es handelte sich bei den Kaiser-Panoramen also weniger um ein Filialunternehmen als vielmehr um eine Art Franchise-System. Die stereoskopischen Bilder zirkulierten in Ringleihe.
Die stereoskopischen Bilderschauen von Fuhrmann und seinen Konkurrenten waren ein echtes Massenmedium, das sich – dank der moderaten Eintrittspreise – nicht nur an gehobene Schichten wandte.

#### Farbbilder dank indirekt durchschimmernder Polychromierung
Fuhrmanns Stereo-Photographien waren, dem Stand der Fototechnik der 1880er Jahre entsprechend, schwarzweiß; ein Patent auf einen Farbfilm wurde erst 1912 angemeldet, also gut 30 Jahre später. Aber Fuhrmann erfand ein Verfahren, mit denen die Schwarzweiß-Aufnahmen eine recht natürlich wirkende Einfärbung erhielten. Sein Verfahren nannte Fuhrmann „indirekt durchschimmernde Polychromierung“. Er hielt es geheim. Heute ist bekannt, dass die schwarzweißen Glas-Diapositive von Hand koloriert wurden. Fuhrmanns Stereos bestanden aus drei Glasschichten: Die obere war das Deckglas aus klarem Glas, die mittlere war der Fototräger, also ebenfalls ein Glas, bei der die Fotoschicht nach vorne gezeigt haben dürfte, dahinter lag ein Mattglas. Jede dieser Glasschichten war etwa 0,8 mm dick. Auf das Mattglas wurden mit einer pastellartigen Farbe (deren Rezeptur heute nicht mehr bekannt ist; möglicherweise Eiweißlasur) die von vorne durchscheinenden Konturen des Bildmotivs als Farbflächen aufgetragen. Bei dieser Hinterglasmalerei dominierten wenige Farbtöne, etwa beige und braun, grün und rot, gelegentlich auch blau und gelb. Der Himmel wurde nicht ausgemalt, sondern durch eine besondere, zwischen dem Bild und der Lichtquelle stehenden Farbblende aus Transparentpapier koloriert. Wenn die Glas-Farbblenden und die Transparentpapierblenden gut aufeinander abgestimmt waren, ergab sich aus einem Schwarzweißbild ein realitätsnaher Farbeindruck. Eine weitere Besonderheit war die Lichtquelle für die Projektionen: Sie durfte nicht etwa direkt waagerecht hinter den Bildern und Farbblenden angebracht sein, sondern musste schräg oberhalb der Bildebene montiert werden, so dass das Licht etwa im 45-Grad-Winkel am Bild vorbeistrich.

#### Beschaffung des Bildmaterials
Seine Stereo-Fotografien nahm Fuhrmann zum kleinen Teil selbst auf, zum weitaus größeren Teil kaufte er sie von etablierten Fotoagenturen wie Claude-Marie Ferrier (1811–1889), Charles Soulier (1840–1876), und Léon & Lévy und anderen. Bald konnte Fuhrmann es sich auch leisten, Fotografen gezielt mit Aufnahmen zu beauftragen. In seinen wirtschaftlich besten Zeiten beschäftigte Fuhrmann bis zu acht Fotografen, die in seinem Auftrag mit firmeneigenen Ausrüstungen aktuelle Ereignisse in aller Welt aufnahmen, um für die bis zu 250 Kaiser-Panoramen ständig neue Stereoserien zu liefern. Nach den damaligen Maßstäben bedeutete „aktuell“ allerdings, dass z. B. Aufnahmen vom Erdbeben in San Francisco etwa ein halbes Jahr nach dem Ereignis vom 18. April 1906 im Kaiser-Panorama gezeigt wurden. Im Jahr 1909 waren bereits 100.000 3D-Bilder im Umlauf.
Namentlich sind nur noch wenige der Fotografen bekannt, die für Fuhrmann gearbeitet haben. Zu nennen sind hier der Hamburger Fotograf Johann Hamann (1859–1935). Der vor allem in Klagenfurt tätige österreichische Hoffotograf Alois Beer (1840–1916) lieferte Fuhrmann Stereofotografien nicht nur aus Kärnten, sondern auch aus anderen Teilen der österreichischen Monarchie sowie aus der Schweiz und Südfrankreich. Bei der Serie „Ein Besuch von Gotha und des Thüringer Waldes“ sind der Hoffotograf Wilhelm Zink in Gotha und der Lehrer G. Hartung in Finsterbergen im Thüringer Wald, der sich eine Stereokamera von Fuhrmann ausgeliehen hatte, als Autoren bekannt. Die Serie „Celle, die alte Herzogsstadt und die Lüneburger Heide“ stammte von Otto Wolff (1879–1920) aus Celle. Aufnahmen von der „Hertha-Reise“ brachte der Marinezahlmeister Gustav Adolph Riemer (1842–1899) von seiner Reise auf der Korvette Hertha nach Ostasien und in den Südpazifik von 1874 bis 1877 mit.
Einige Stereoskopien von Motiven aus Berlin hat Fuhrmann möglicherweise ausgerechnet bei einem US-amerikanischen Photographen eingekauft, und zwar bei Benjamin West Kilburn (1827–1909) aus Littleton, New Hampshire.

### Niedergang des Fuhrmannschen Medienunternehmens

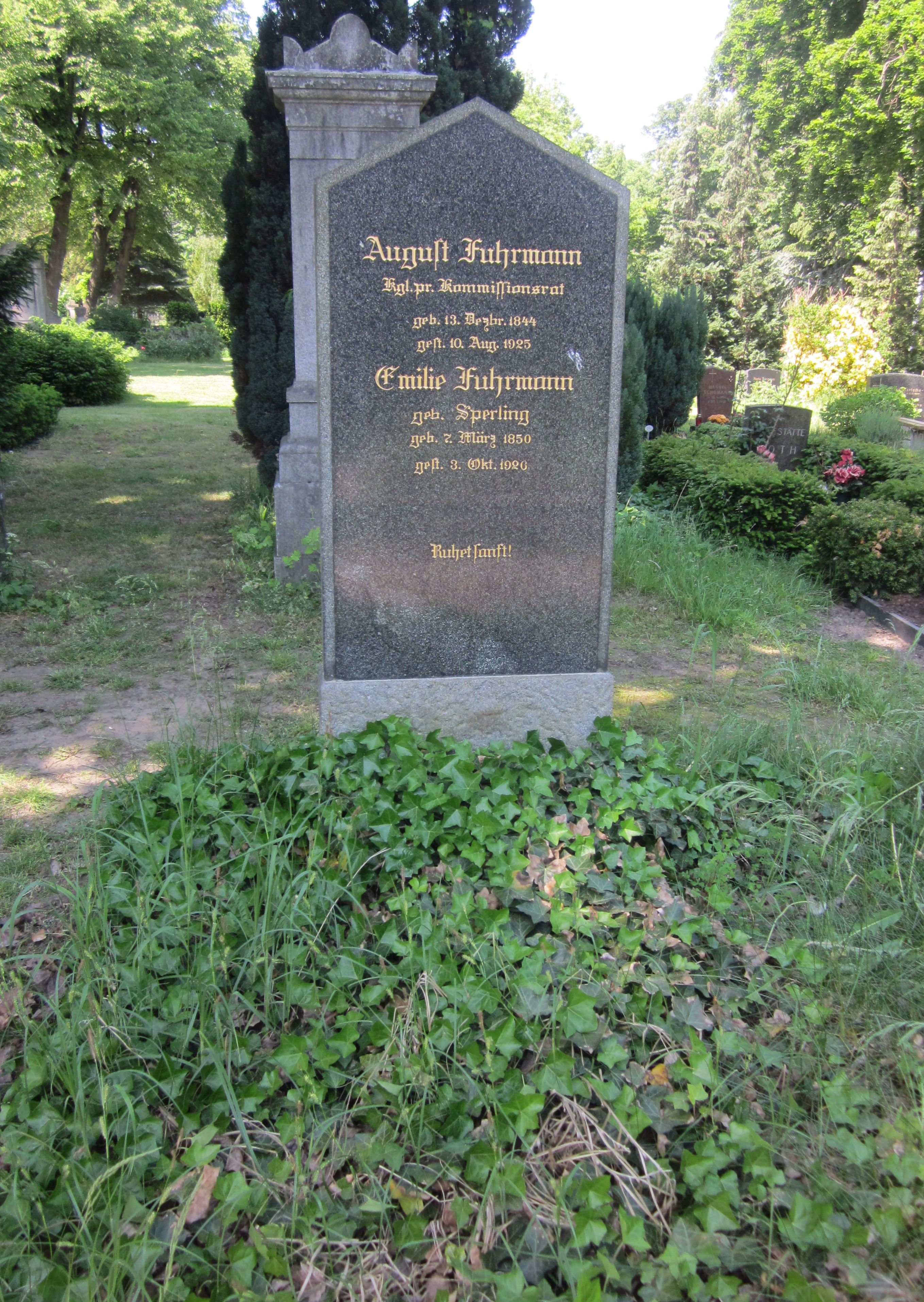
Grab von August und Emilie Fuhrmann in Berlin-Kreuzberg, Zossener Straße, Friedhof I Jerusalems- und Neue Kirche

Praktisch von Anfang an hatte Fuhrmann Konkurrenz auf dem Markt für stereoskopische Bilderschauen und die dazugehörigen Vorführgeräte, etwa durch Reinhold Fuhrmann, Dresden, Carl Friederich Hermann Rentsch, Dresden, die Gebrüder Kitz, Leipzig, die Allgemeine Automatengesellschaft Riener, Pelzer & Co., Köln, das fotografische Versand- und Export-Geschäft H. Schmidt, Kassel, die Fabrik für photographische Apparate und Panoramen G. Kügler, Görlitz, Bernhard Wachtl, Wien, F. Ebelsbacher, Hannover oder W. Zahorik, Eisenerz (Steiermark). Sie scheint Fuhrmanns Unternehmung kaum geschadet zu haben; der Markt war offenbar groß genug für mehrere Unternehmen dieser Art. Deutlich stärker machte August Fuhrmann und seinen Franchise-Nehmern später, etwa ab 1895, die Konkurrenz durch das Aufkommen der Kinos zu schaffen. Fuhrmann reagierte darauf, indem er auch Filmvorführgeräte anbot.
Nach der Abdankung des Deutschen Kaisers und der Gründung der Weimarer Republik schien die Verwendung der gut eingeführten Marke „Kaiserpanorama“ nicht mehr opportun. August Fuhrmann benannte sein Unternehmen deshalb in „Weltpanorama“ um.
In den wirtschaftlich schwierigen Jahren nach dem Ersten Weltkrieg hatten Fuhrmann und seine Franchise-Nehmer mit Einnahme-Einbußen zu kämpfen. Daher und aus Altersgründen – er war mittlerweile 79 Jahre alt – fasst Fuhrmann im August 1923 den Entschluss, sich von der Leitung der „Weltpanorama“-Zentrale zurückzuziehen. August Fuhrmann verkaufte sein „Weltpanorama“-Unternehmen per Kaufvertrag vom 5. August 1923 an die Firma Griese & Mücke, Berlin. Im Mai 1927 war dann ein gewisser Victor Lewe alleiniger Inhaber des „Weltpanorama“-Unternehmens.
Am 10. August 1924 starb August Fuhrmann im Alter von 80 Jahren in Berlin.
August Fuhrmann und seine Frau Emilie sind in Berlin-Kreuzberg auf den Friedhöfen vor dem Halleschen Tor auf dem Friedhof I der Jerusalems- und Neue Kirche-Gemeinden in Grabstelle 121-1-10 beerdigt.

## Auszeichnungen und Ehrungen für August Fuhrmann und sein Kaiser-Panorama
- Königliche Denkmünzen 1866 und 1870/71
- Landwehrauszeichnung 2. Klasse
- Zentenar-Medaille (Kaiser-Wilhelm-Erinnerungs-Medaille von 1897, „Zitronen-Orden“)
- Hoflieferant des Herzogs Alfred von Sachsen-Coburg und Gotha (Urkunde Coburg 4. September 1897, Genehmigung vom 13. Mai 1898)
- Preußische Staatsmedaille in Bronze für gewerbliche Leistungen, 1900
- Medaille für Kunst und Wissenschaft in Silber durch Herzog Carl Eduard von Sachsen-Coburg und Gotha, erhalten am 5. Dezember 1908, Diplom vom 9. Dezember 1908
- Ernennung zum königlich preußischen Kommissionsrat, 13. Januar 1911
- Königlicher Kronenorden 4. Klasse, 9. Februar 1914
- Königlich schwedische Medaille
- Goldene Pius-Medaille
- Goldene Medaille der Weltausstellung in St. Louis 1904 (Louisiana Purchase Exposition)
- Rot-Kreuz-Medaille 3. Klasse, 6. Dezember 1920